# Amalodeta electraula
Amalodeta electraula är en fjärilsart som beskrevs av Edward Meyrick 1889. Amalodeta electraula ingår i släktet Amalodeta och familjen björnspinnare. Inga underarter finns listade i Catalogue of Life.